# 蓬松代叙 (比利牛斯-大西洋省)
蓬松代叙（法語：Ponson-Dessus）是法国比利牛斯-大西洋省的一个市镇，属于波城区（Pau）蒙塔内县（Montaner）。该市镇总面积10.77平方公里，2009年时的人口为250人。

## 人口
蓬松代叙人口变化图示